# Дорофеева, Вера Алексеевна
Вера Алексеевна Дорофеева (26 января 1946, Бузулук, Оренбургская область, СССР — 19 января 2024) — кандидат социологических наук, доцент, бывший заместитель директора Ленинградского государственного хореографического училища имени А. Я. Вагановой (1987—2004), бывший ректор Академии Русского балета имени А. Я. Вагановой (2004—2013).

## Биография
В 1970 году окончила Ленинградский Государственный педагогический институт им. А. И. Герцена по специальности «педагог-дефектолог».
С 1976 г. по 1986 год работала в Ленинградском Дворце Молодежи, где являлась куратором секций творческих Союзов кинематографистов, композиторов, писателей Всероссийского театрального общества, участвовала в реализации программ выступлений концертных бригад в районах БАМА, Сургута, Крайнего Севера. Принимала участие в организации и проведении: Дней культуры Санкт-Петербурга в Финляндии, Польше, ГДР, Венгрии, Чехословакии; Международных фестивалей творческой молодёжи в Санкт-Петербурге.
В 1987 году стала заместителем директора Ленинградского академического хореографического училища имени А. Я. Вагановой. Впоследствии, совместно с директором училища Л. Н. Надировым, осуществила преобразование в высшее учебное заведение — Академию Русского балета имени А. Я. Вагановой, где с 1992 года являлась помощником ректора. При её участии в 1995 году на базе Академии был создан Межгосударственный центр хореографического образования.
В рамках своей деятельности В. А. Дорофеева занималась развитием Международного отдела Академии Русского балета, которым руководила с 1989 по 2004 год: организовывала стажировки иностранных студентов в Академии и командирования ведущих педагогов-специалистов Академии за рубеж.
В 2004 году Вера Алексеевна стала ректором Академии Русского балета. С этого же года назначена сопредседателем Учебно-методического объединения высших учебных заведений Российской Федерации по образованию в области хореографического искусства, а также членом Координационного совета по образованию в области культуры и искусства.
В 2007 году В. А. Дорофеева внедрила в Академию инновационную систему подготовки артистов балета с высшим образованием (уровня бакалавр).
В 2013 году в связи с назначением Н. М. Цискаридзе ректором Академии перешла на работу в Михайловский театр.
Скончалась 19 января 2024 года на 78-м году жизни.

## Публикации
Является автором 9 научных и научно-методических работ, включая монографию «Просветительская деятельность и меценатство на современном этапе социально-экономического развития России». СПб., 2004 г.

## Награды
- Орден Почёта (2013)[4],
- медаль «Ветеран труда» (1992),
- медаль «В память 300-летия Санкт-Петербурга» (2003),
- медаль «За заслуги в сохранении русской культуры» (2006),
- знак «За достижения в культуре» (2003),
- орден «Звезда Вернадского» II степени (2007)[5]